# Slowenische Basketballnationalmannschaft der Damen
Die slowenische Basketballnationalmannschaft der Damen vertritt Slowenien im internationalen Basketball und wird vom slowenischen Basketballverband (slowenisch Košarkarska zveza Slovenije) organisiert. Sloweniens erste Teilnahme an einem großen internationalen Turnier war bei der Europameisterschaft 2017.
Auch für die beiden folgenden Europameisterschaften 2019 und 2021 konnten sie sich erfolgreich qualifizieren. Die Europameisterschaft 2023 veranstaltete Slowenien als Co-Gastgeber zusammen mit Israel.
Für eine Weltmeisterschaft oder für die Olympischen Spiele konnte sich Slowenien dagegen bisher noch nicht qualifizieren.

## Abschneiden bei internationalen Wettbewerben

### Olympische Spiele
| - keine |

### Weltmeisterschaften
| - keine |

### Europameisterschaften
- 2017 – 14. Platz
- 2019 – 10. Platz
- 2021 – 10. Platz
- 2023 – 15. Platz
- 2025 – 9. Platz

## Kader
Eine Übersicht des aktuellen Kaders – der Basketball-Europameisterschaft der Damen 2025 – findet sich beispielsweise auf der englischsprachigen Fassung dieses Artikels.